# Штоккум-Пюшен
Штоккум-Пюшен (нем. Stockum-Püschen) — община в Германии, в земле Рейнланд-Пфальц. 
Входит в состав района Вестервальд. Подчиняется управлению Вестербург.  Население составляет 639 человек (на 31 декабря 2010 года). Занимает площадь 3,54 км².